# Finanz-Betrieb
Der Finanz-Betrieb (FB) war eine aus der Zeitschrift Der Betrieb entwickelte Fachzeitschrift, die in 11 Ausgaben pro Jahr erschien. Die erste Ausgabe erschien im Mai 1999. Die Zeitschrift erschien zuletzt 2009. Von 2010 bis 2013 erschienen zwei Nachfolgetitel: Corporate Finance Biz und Corporate Finance Law und seit 2014 Corporate Finance. Zum Ende eines jeden Jahres wurde die Zeitschrift auch als Jahresband herausgegeben.
Der Finanz-Betrieb hatte vier Hauptrubriken:
1. Unternehmen: Mergers & Acquisitions (M&A), Private Equity, Management Buy Outs (MBO), Zins- und Liquiditätsmanagement
2. Bewertung: Unternehmensbewertung, Due Diligence, Rating, Basel II
3. Märkte: Asset Management, Börsen- und Kapitalmärkte, derivative Finanzinstrumente
4. Gründung: Gründungsfinanzierung, Venture Capital, Business Angels, Business Plan, Unternehmensnachfolge.

Der Schwerpunkt lag dabei auf Fachaufsätzen von  Wissenschaftlern und Praktikern. Zudem gab es in jeder Ausgabe fünf Reporte, die Meldungen in der jeweiligen Rubrik zusammenfassten und aufbereiteten, zum Beispiel Finanzierungs- oder Gründungsreport. Weiterhin wurden Urteilsbesprechungen, Analysen, Personalia und Buchbesprechungen veröffentlicht.
Ergänzt wurde der Finanz-Betrieb noch um den quartalsweise erscheinenden BewertungsPraktiker, den Finanz-Betrieb Newsdienst und den 14-täglich erscheinenden FinanzBetrieb Newsletter und durch eine  Online-Datenbank, die über ein Login beim Abo nutzbar war.